# احتلام (فیلم ۲۰۰۲)
«احتلام» (انگلیسی: Wet Dreams (2002 film)) یک فیلم است که در سال ۲۰۰۲ منتشر شد.